# قاي جوليان
قاي جوليان هو سياسي كندي، ولد في 16 فبراير 1945. انتخب Minister of Agriculture of Quebec ‏ (29 يناير 1996 – 15 ديسمبر 1998) وانتخب عضو الجمعية الوطنية في كيبك ‏.